# براندان غرين
براندان غرين هو متسابق بياثل كندي، ولد في 4 نوفمبر 1986 في نهر هاي ‏ في كندا.

## وصلات خارجية
- براندان غرين على موقع IBU (الإنجليزية)
- براندان غرين على موقع اللجنة الأولمبية الدولية (الإنجليزية)
- براندان غرين على موقع أوليمبيديا (الإنجليزية)
- براندان غرين على موقع اللجنة الأولمبية الكندية (الإنجليزية)